# Gauliga Niederrhein
Pour un article plus général, voir Gauliga.
La Gauliga Bas-Rhin (en allemand : Gauliga Niederrhein) fut une ligue de football (de Division 1) imposée par le NSRL en 1933.
Dès leur arrivée au pouvoir en mars 1933, Adolf Hitler et le NSDAP imposèrent une réorganisation administrative radicale (voir Liste des Gaue) à l'Allemagne. Administrativement, les "Gaue" de Düsseldorf et d’Essen remplacèrent l’ancienne province prussienne du Rhin de la République de Weimar.
La Gauliga Bas-Rhin fut démantelée en 1945.

## Généralités
La ligue fut mise sur pied en 1933 par 12 clubs. Elle remplaça les anciennes Oberliga et Bezirksliga qui couvraient précédemment cette région. La Gauliga Bas-Thin couvrait une assez petite région mais très peuplée.
Le principal club de la Gauliga Bas-Rhin était le Fortuna Düsseldorf. Il termina 2e du championnat national en 1936 et fut finaliste de la Tschammer Pokal (l’ancêtre de l’actuelle DFB-Pokal) en 1937.
Avec son principe de fonctionnement et la force de ses équipes, cette ligue fut une des rares Gauligen à ne pas être perturbée par le déclenchement de la Seconde Guerre mondiale.
Lors de la première saison, la ligue compta douze clubs qui s’affrontèrent en matches aller/retour. Le champion participa à la phase finale du championnat, jouée par élimination directe. Les trois derniers classés furent relégués. Pour sa deuxième saison, la ligue fut réduite à onze équipes puis à dix en vue de la troisième.
Pendant la saison 1942-1943, la Gauliga Bas-Rhin n’eut que neuf participants mais retrouva un dixième équipe la saison suivante. 
L’écroulement imminent de l’Allemagne nazie entraîna la fin des compétitions sportives. la Gauliga Bas-Rhin entama à peine la 1944-1945.
Après la capitulation sans conditions de l’Allemagne nazie, le territoire allemand fut divisé en quatre zones d’occupation, réparties entre les Alliés. Il y eut une zone américaine, une française, une soviétique. La région de la Gauliga Bas-Rhin fut occupée par les Britanniques.

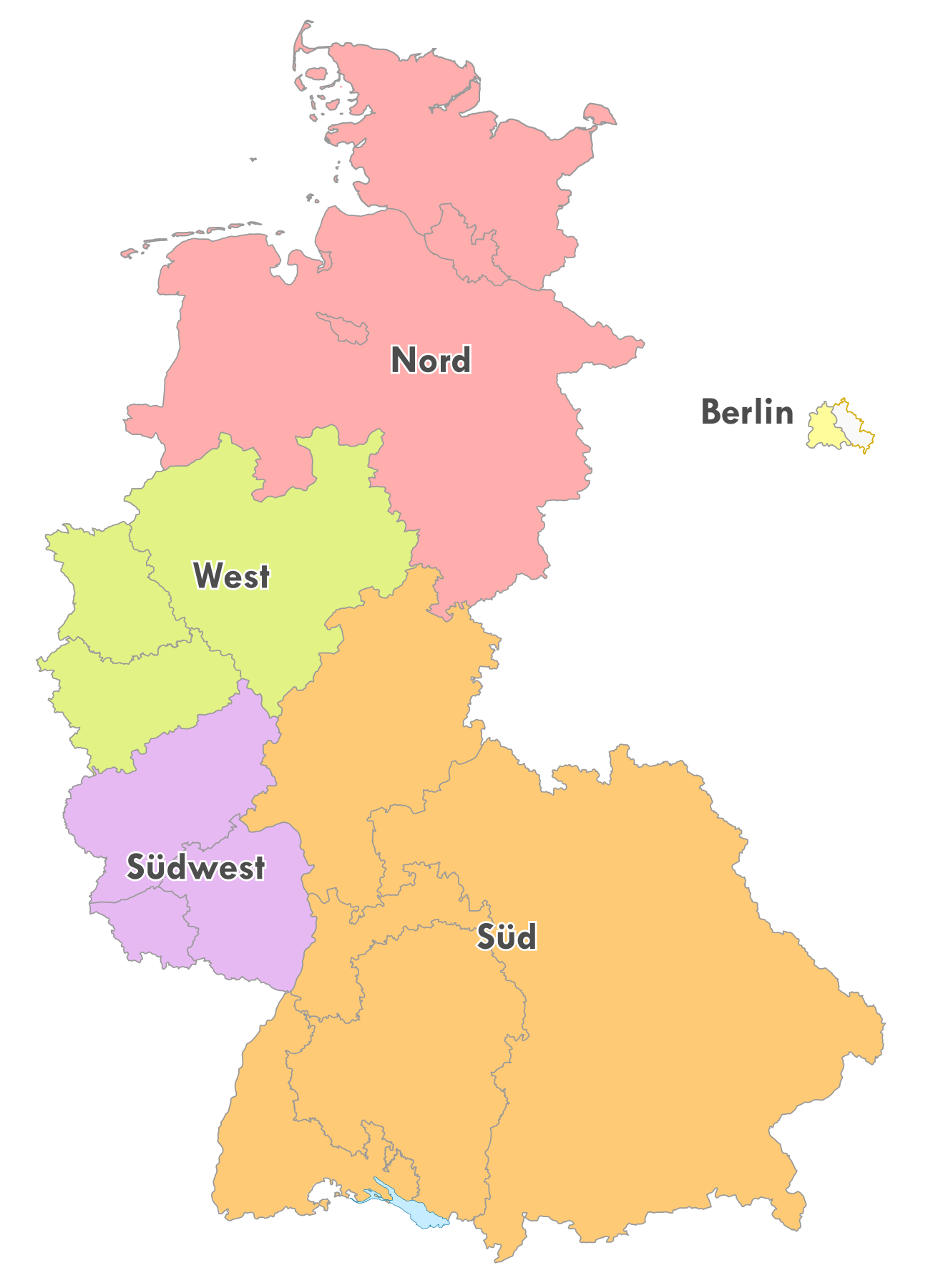
Les Oberligen en 1949

Les vestiges du Nazisme furent balayés par les Alliés qui ne manquèrent pas (à juste titre) de démanteler le NSRL. Toute l’organisation sportive allemande, y compris celle des fédérations et des clubs dut être réinstaurée. 
Du point de vue football, les clubs de cette région furent intégrés à une nouvelle structure mise en place par la DFB : l'Oberliga Ouest qui couvrit l’ensemble du nouvel État fédéral de Rhénanie du Nord-Wesphalie.

## Clubs fondateurs de la Gauliga Bas-Rhin
Ci-dessous, les 12 clubs qui fondèrent la Gauliga Bas-Rhin et leur position en fin de saison 1932-1933 :
- VfL 06 Benrath
- Fortuna Düsseldorf, champion de la Division Nergisch-Mark et Champion d’Allemagne
- SF Hamborn 07, champion de la Division Niederrhein
- TSV Duisburg 99
- Borussia München-Gladbach [1]
- Duisburger FV 08
- Schwarz-Weiss Essen
- VfL Preussen Krefeld 1895
- Rheydter SpV
- BV Preussen Altenessen
- Alemannia Aachen
- Schwarz-Weiß Barmen

Note : TSV Duisburg 1899 prit le nom de  TuS Duisburg 48/99 en 1938.
Note 2 : BV Preussen Altenessen fut le fruit d'une fusion en 1933 entre le BV Altenessen 06 et le Essener SC Preussen. Après la relégation rapide, la fusion fut tout aussi rapidement arrêtée. Chaque club reprit son indépendance.

## Champions et vice-champions de la Gauliga Bas-Rhin
| Saisons | Champions              | Vice-champions        |
| 1933-34 | VfL 06 Benrath         | Fortuna Düsseldorf    |
| 1934-35 | VfL 06 Benrath         | Fortuna Düsseldorf    |
| 1935-36 | Fortuna Düsseldorf     | VfL 06 Benrath        |
| 1936-37 | Fortuna Düsseldorf     | TuS Duisburg 48/99    |
| 1937-38 | Fortuna Düsseldorf     | Schwarz-Weiß Essen    |
| 1938-39 | Fortuna Düsseldorf     | Schwarz-Weiß Essen    |
| 1939-40 | Fortuna Düsseldorf     | Schwarz-Weiß Essen    |
| 1940-41 | TuS Helene Altenessen  | Rot-Weiß Essen        |
| 1941-42 | SV Hamborn 07          | TuS Duisburg 48/99    |
| 1942-43 | BSG Westende Hamborn   | TuS Helene Altenessen |
| 1943-44 | KSG SpV/48/99 Duisburg | BSG Westende Hamborn  |

## Classements dans la Gauliga Bas-Rhin de 1933 à 1944
| Club                      | 1934 | 1935 | 1936 | 1937 | 1938 | 1939 | 1940 | 1941 | 1942 | 1943 | 1944 |
| ------------------------- | ---- | ---- | ---- | ---- | ---- | ---- | ---- | ---- | ---- | ---- | ---- |
| VfL 06 Benrath            | 1    | 1    | 2    | 8    | 7    | 9    |      |      | 8    | 7    | 5    |
| Fortuna Düsseldorf        | 2    | 2    | 1    | 1    | 1    | 1    | 1    | 5    | 9    |      | 7    |
| SF Hamborn 07 3           | 3    | 6    | 4    | 4    | 3    | 5    | 4    | 4    | 1    | 5    |      |
| TuS Duisburg 48/99 3      | 4    | 9    |      | 2    | 4    | 8    | 8    | 8    | 2    | 3    |      |
| Borussia München-Gladbach | 5    | 3    | 9    |      |      |      |      |      |      |      |      |
| Duisburger FV 08          | 6    | 4    | 7    | 9    |      |      |      |      |      |      |      |
| Schwarz-Weiß Essen        | 7    | 7    | 8    | 6    | 2    | 2    | 2    | 3    | 6    | 9    |      |
| VfL Preußen Krefeld 1895  | 8    | 8    | 6    | 10   |      |      |      |      |      |      |      |
| Rheydter SpV              | 9    | 11   |      |      |      |      |      |      |      |      |      |
| BV Preussen Altenessen    | 10   |      |      |      |      |      |      |      |      |      |      |
| Alemannia Aachen 1        | 11   |      |      |      |      |      |      |      |      |      |      |
| Schwarz-Weiß Barmen       | 12   |      |      |      |      |      |      |      |      |      |      |
| Rot-Weiß Oberhausen 3     |      | 5    | 3    | 3    | 9    |      | 5    | 6    | 5    | 6    |      |
| Homberger SpV             |      | 10   |      |      |      |      |      |      |      |      |      |
| TuRU Düsseldorf           |      |      | 5    | 5    | 6    | 7    | 6    | 7    | 10   |      |      |
| Union Hamborn 3           |      |      | 10   |      | 8    | 10   |      |      |      |      |      |
| SSV Wuppertal 2           |      |      |      | 7    | 5    | 6    | 9    |      | 3    | 10   |      |
| BV Altenessen 06 3        |      |      |      |      | 10   |      |      |      |      |      |      |
| SC Rot-Weiss Essen 3      |      |      |      |      |      | 3    | 3    | 2    | 4    | 4    |      |
| BSG Westende Hamborn      |      |      |      |      |      | 4    | 7    | 9    |      |      | 2    |
| VfB Hilden 03             |      |      |      |      |      |      | 10   |      |      |      |      |
| TuS Helene Altenessen     |      |      |      |      |      |      |      | 1    | 7    | 2    | 3    |
| VfR Ohligs                |      |      |      |      |      |      |      | 10   |      |      |      |
| Union Krefeld             |      |      |      |      |      |      |      |      |      | 8    | 10   |
| KSG SpV/48/99 Duisburg 3  |      |      |      |      |      |      |      |      |      |      | 1    |
| KSG Oberhausen 3          |      |      |      |      |      |      |      |      |      |      | 4    |
| Gelb-Weiss Hamborn        |      |      |      |      |      |      |      |      |      |      | 6    |
| KSG Essen 3               |      |      |      |      |      |      |      |      |      |      | 8    |
| KSG Hamborn 3             |      |      |      |      |      |      |      |      |      |      | 9    |
|                           |      |      |      |      |      |      |      |      |      |      |      |

Source:« Gauliga Niederrhein », Das deutsche Fussball-Archiv (consulté le 9 avril 2009)
- 1 Alemannia Aachen joua dans la Gauliga Rhin moyen (Mittelrhein) à partir de 1937.
- 2 SSV Ebersfeld[réf. nécessaire] devint le SSV Wuppertal en 1938.
- 3 Les “Associations de guerre“ (Kriegspielgemeinschaft – KSG) suivantes furent constituées en septembre 1943 :
  - TuS Duisburg 48/99 et Duisburger SV formèrent la KSG SpV/48/99 Duisburg.
  - SF Hamborn 07 et Union Hamborn formèrent la KSG Hamborn.
  - SC Rot-Weiss Essen et BV Altenessen 1906 formèrent la KSG Essen.
  - Rot-Weiß Oberhausen et ASV Elmar Alstaden formèrent la KSG Oberhausen.

Note : TuS Duisburg 48/99 (qui s’appela TSV Duisburg 1899 jusqu’en 1938) et Duisburger SV fusionneront le 24 juillet 1964 pour former l’Eintracht Duisburg 1848.

## Sources et liens externes
- The Gauligas Das Deutsche Fussball Archiv (en allemand)
- Germany - Championships 1902-1945 at RSSSF.com
- Die deutschen Gauligen 1933-45 - Heft 1-3 (de) Classements des Gauligen 1933-45, publisher: DSFS
- « Website officiel de l’Eintracht Duisburg 1848 »(Archive.org • Wikiwix • Archive.is • Google • Que faire ?) (consulté le 14 avril 2013)